# 入江ゆき
入江 ゆき（いりえ　ゆき、1992年9月17日 - ）は、日本の女子レスリング選手。階級は48kg級と50kg級。2015年アジア選手権48kg級金メダリスト。2018年アジア大会50kg級銀メダリスト。現在の姓名は田中ゆき。福岡県北九州市出身。九州共立大学卒業。自衛隊体育学校を経て、2022年現在は佐賀県スポーツ協会に所属。

## 来歴
5歳の時に兄に続いてレスリングを始めた。小学生の時は女子がほとんどいなかったために男子とばかり練習していた。
北九州市立横代中学校3年の時に全国中学生選手権の46kg級で優勝した。
小倉商業高校時代は全国高校女子選手権で2連覇を果たした。
2011年に九州共立大学へ進学すると、JOC杯ジュニアの部48kg級で2連覇、全日本学生選手権では4連覇を達成した。2年の時には世界ジュニアと世界大学選手権でも優勝したが、全日本選手権では決勝でそれまで負けたことのなかった至学館大学1年の登坂絵莉に敗れて2位だった。3年の時にも全日本選抜選手権の決勝で登坂に敗れた。
2015年には自衛隊体育学校の所属となると、全日本選抜選手権では世界チャンピオンの登坂に敗れて2位だったが、アジア選手権では優勝した。全日本選手権では決勝で超高校級の安部学院高校1年の須崎優衣に10-0のテクニカルフォール勝ちして、中学1年の時以来続いていたUWWルールにおける須崎の連勝記録を83で止めた。
2016年の全日本選抜選手権では決勝で須崎に敗れて2位だった。
2017年の全日本選手権50kg級では準決勝で世界チャンピオンとなった須崎を10-0のテクニカルフォール勝ちで破り、2年前の今大会で入江に敗れてから続いていた須崎の連勝記録を63で再び止めた。決勝でも至学館大学3年の五十嵐未帆を6-5で破って2年ぶり2度目の優勝を飾った。
2018年3月に高崎で開催されたワールドカップでは決勝の中国戦でリオデジャネイロオリンピック銅メダリストの孫亜楠にフォール勝ちするなどして日本チームの優勝に貢献した。6月の全日本選抜選手権では準決勝でリオデジャネイロオリンピック金メダリストの登坂を6-2で破るも、決勝で須崎にフォール負けして2位だった。前年の全日本選手権では入江が優勝していたために、7月には世界選手権代表の座を賭けて今大会で優勝した須崎とプレーオフで対戦することになったが、4-3でリードしていた終了15秒前にタックルを決められるなどして、4-6の逆転負けで代表を逃した。8月のアジア大会では決勝でインドのビネシュ・フォガトに敗れて2位だった。12月の全日本選手権では準決勝で登坂を破るなどして優勝した。
2019年4月のアジア選手権では決勝でリオデジャネイロオリンピック銅メダリストである地元中国の孫亜楠を破って優勝した。6月の全日本選抜選手権では初戦の須崎戦で終了2秒前にタックルを決められて逆転負けを喫した。これにより、今大会で勝った須崎とプレーオフで世界選手権代表を争うことになった。7月のプレーオフでは須崎を6-1で破って世界選手権代表に選ばれた。妹のななみも非オリンピック階級の55kg級代表に選ばれたことにより、姉妹での世界選手権出場となった。9月の世界選手権では準々決勝で孫に12-13で敗れて、オリンピック代表権を獲得することができなかった。12月の全日本選手権では決勝で須崎に1-2で敗れた。
その後、全日本選手権のフリースタイル125kg級で優勝経験を持つ田中哲矢と結婚して田中姓となった。
2020年6月に前十字靭帯を断裂したが、2年半のブランクを経て2022年全日本社会人選手権に出場して優勝した。

## 人物
4人兄姉の長女で、兄と2人の妹もレスリング選手。次女のななみは2015年の世界ジュニア55kg級で優勝、三女のくみは2014年の世界カデット選手権56kg級で3位になった。

## 主な戦績
- 2006年 - 全国中学生選手権　2位（41kg級）

46kg級での戦績
- 2007年 - JOC杯カデットの部　2位
- 2007年 - 全国中学生選手権　優勝
- 2008年 - 全日本女子選手権カデットの部　3位（49kg級）
- 2008年 - 全国高校女子選手権　2位
- 2008年 - 全日本女子オープン選手権（高校生の部） 2位
- 2009年 - 全日本女子選手権カデットの部　2位
- 2009年 - JOC杯カデットの部　2位
- 2009年 - 全国高校女子選手権　優勝
- 2009年 - 全日本女子オープン選手権（カデットの部）優勝（49kg級）

48kg級での戦績
- 2010年 - ジュニアクイーンズカップ ジュニアの部　2位
- 2010年 - JOC杯ジュニアの部　3位
- 2010年 - 全国高校女子選手権　優勝（49kg級）
- 2011年 - クリッパン女子国際大会　ジュニアの部　優勝
- 2011年 - JOC杯ジュニアの部　優勝
- 2011年 - 全日本選抜選手権　3位
- 2011年 - 全日本学生選手権　優勝
- 2011年 - 全日本選手権　3位
- 2012年 - ヤリギン国際大会　2位
- 2012年 - ジュニアクイーンズカップ ジュニアの部　優勝
- 2012年 - JOC杯ジュニアの部　優勝
- 2012年 - 世界ジュニア　優勝
- 2012年 - 全日本学生選手権　優勝
- 2012年 - 世界大学選手権　優勝
- 2012年 - 全日本選手権　2位
- 2013年 - ワールドカップ　3位
- 2013年 - 全日本選抜選手権　2位
- 2013年 - 全日本社会人選手権　優勝
- 2013年 - 全日本学生選手権　優勝
- 2013年 - NYACホリデー国際大会　優勝
- 2013年 - 全日本選手権　2位
- 2014年 - ヤリギン国際大会　優勝
- 2014年 - ワールドカップ　優勝
- 2014年 - 全日本選抜選手権　3位
- 2014年 - ゴールデングランプリ　3位
- 2014年 - 全日本学生選手権　優勝
- 2014年 - 全日本女子オープン選手権　優勝
- 2014年 - 全日本選手権　3位
- 2015年 - アジア選手権　優勝
- 2015年 - 全日本選抜選手権　2位
- 2015年 - 全日本女子オープン選手権　優勝
- 2015年 - 全日本選手権　優勝
- 2016年 - ヤリギン国際大会　優勝
- 2016年 - 全日本選抜選手権　2位
- 2016年 - 全日本社会人選手権　優勝
- 2017年 - 全日本選抜選手権　3位
- 2017年 - 全日本女子オープン選手権　優勝

50kg級での戦績
- 2017年 - 全日本選手権　優勝
- 2018年 - ヤリギン国際大会　優勝
- 2018年 - アジア選手権　3位
- 2018年 - ワールドカップ 優勝
- 2018年 - 全日本選抜選手権　2位
- 2018年 - アジア大会　2位
- 2018年 - 全日本選手権　優勝
- 2019年 - アジア選手権　優勝
- 2019年 - 全日本選抜選手権　3位
- 2019年 - 全日本選手権　2位
- 2022年 - 全日本社会人選手権　優勝

（出典）